# Sioux Lookout
Sioux Lookout ist eine kleine kanadische Stadt im Westen von Ontario und liegt gut 330 Kilometer östlich von Winnipeg. 
Die Stadt liegt am Ostufer des Pelican Lake. Sie hat 5272 Einwohner (Stand 2016), die auf einer Fläche von 378,12 km² leben.
Ein Großteil der Bewohner sind indianischer Abstammung.

## Infrastruktur
Sioux Lookout besitzt einen kleinen Flugplatz, den Flughafen Sioux Lookout, und eine Bahnstation, an der der transkanadische Luxuszug The Canadian hält.

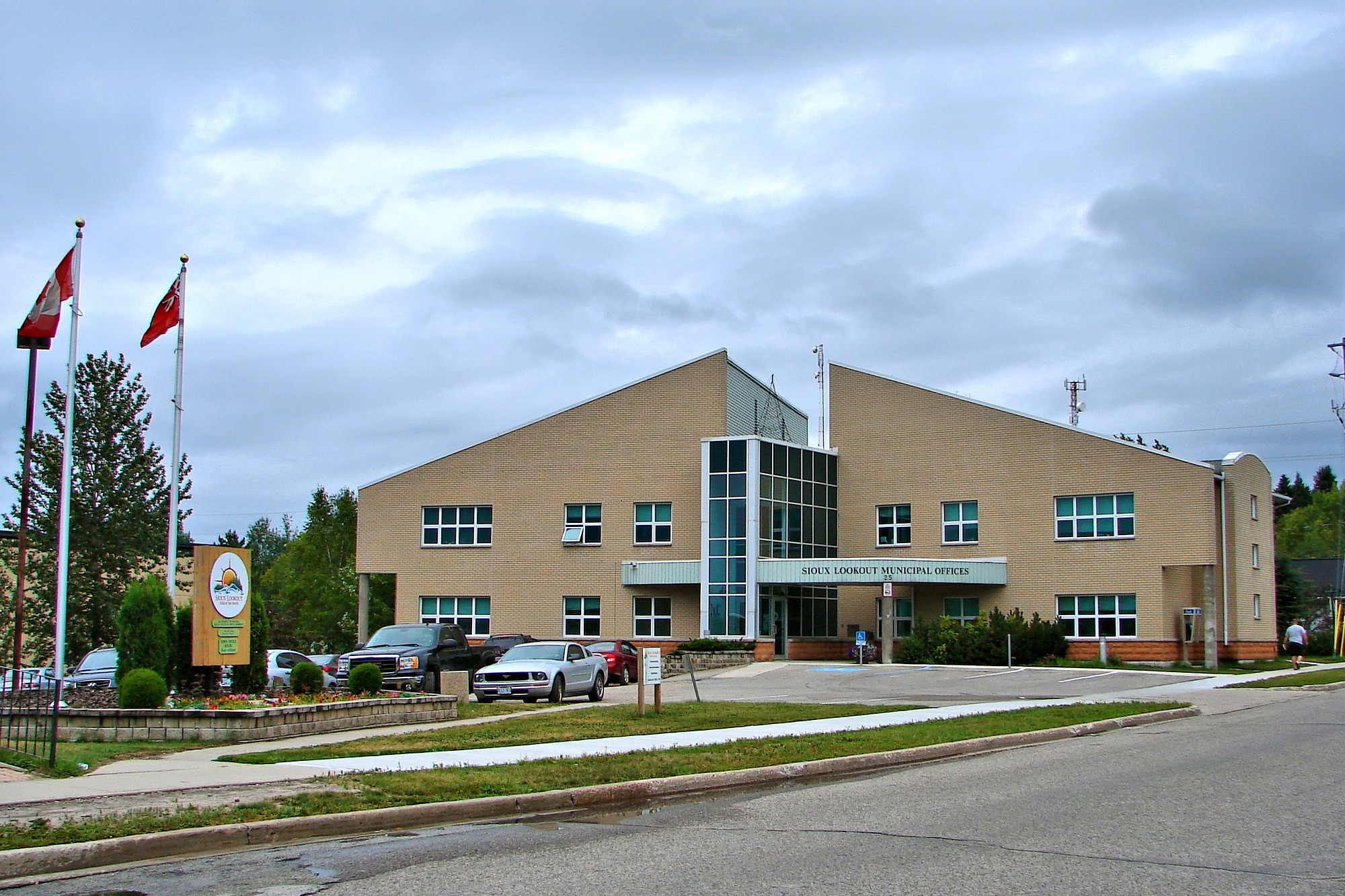
Rathaus

## Freizeit/Tourismus
Die Gegend um den Ort ist aufgrund zahlreicher Seen gerade bei Anglern beliebt.

## Persönlichkeiten
- Jimmy Roy (* 1975), Eishockeyspieler